# Regina Quintanilha
Regina da Glória Pinto de Magalhães de Sousa e Vasconcelos, conocida como Regina Quintanilha, (Santa Maria, 9 de mayo de 1893 - Lisboa, 19 de marzo de 1967) fue una abogada y activista feminista portuguesa, que se convirtió en una de las primeras mujeres en licenciarse en Derecho en la Universidad de Coímbra, junto con Maria da Ascensão de Sousa Sampaio. Además, fue la primera mujer en ejercer como abogada en Portugal, la primera procuradora judicial y la primera registradora de la propiedad en trabajar en Portugal.

## Biografía
Regina da Glória Pinto de Magalhães Quintanilha de Sousa e Vasconcelos nació el 9 de mayo de 1893 en Santa Maria, municipio de Braganza. Era hija de Josefa Ernestina Pinto de Magalhães y de Francisco António Fernandes, ambos de familias adineradas y prominentes de la burguesía y nobleza de Trás-os-Montes. Era descendiente por su rama materna del navegante portugués Fernando de Magallanes y de familias nobles de la casa de Sabrosa, y por el lado paterno de los "Quintanilha", ricos terratenientes en esa localidad. Aunque Quintanilha no es el apellido de su padre, decidió adoptar el nombre que hasta entonces se utilizaba como apellido en honor a sus antepasados, siendo desde entonces conocida solo como Regina Quintanilha.

### Educación
Durante su infancia y juventud, Regina Quintanilha recibió una educación muy privilegiada para la época, especialmente en comparación con lo que era la norma en la sociedad portuguesa para las mujeres a finales del siglo XIX y principios del XX. Inicialmente la educó su madre en el hogar, quien también fue escritora, poeta y maestra de primaria, y después estudió en el Colégio das Franciscanas y el Liceu de Braganza. Allí destacó en la asignatura de música y fue alumna del pianista, compositor y maestro José Viana da Motta. Poco tiempo después, con 16 años,  se instaló en Oporto y se incorporó al Colégio de Nossa Senhora da Conceição y al Liceu Rodrigues Ferreira, donde terminó el sexto y séptimo año de secundaria.
En 1910, la escolarización en Portugal solo era obligatoria entre los 7 y 11 años, y se entendía que para las mujeres su educación era meramente elemental, ya que no se les pedía más que las funciones de una mujer y una madre, estándoles vetado el ejercicio de profesiones liberales. Aun así, con tan solo 17 años, Quintanilha se matriculó en la Facultad de Derecho de la Universidad de Coimbra, el 6 de septiembre de 1910. Su caso fue analizado y deliberado por el Consejo Universitario que autorizó el ingreso de la estudiante y, el día 24 de octubre, pocos días después de la constitución de la República Portuguesa, ingresó en la universidad, formando parte de la primera tanda de alumnas en la educación superior en Portugal. Fue compañera de António de Oliveira Salazar y Manuel Gonçalves Cerejeira.

### Ejercicio profesional
Con notas ejemplares, terminó el curso en tres años y en 1913, con tan solo 20 años, fue propuesta para el cargo de decana del recién creado Liceo Femenino de Coímbra. A pesar de que la invitación e incluso el puesto era inaudito para una joven, Quintanilha rechazó la oferta porque quería ejercer la abogacía, algo que el Código Civil portugués de 1867 prohibía a las mujeres. Tratando de perseguir su sueño, la joven graduada apeló al Supremo Tribunal de Justicia de Portugal para que se considerara su caso.
El 14 de noviembre de 1913, Quintanilha recibió autorización del Presidente de la Corte Suprema de Justicia para ejercer la abogacía, debutando ese mismo día con la toga de abogados en el Tribunal de Boa-Hora, en Lisboa, convirtiéndose así en la primera abogada de Portugal. El hecho fue publicado en varias revistas del país, como los periódicos A Luta, Diário de Notícias, O Século o A República, las revistas Ilustração Portuguesa y O Ocidental , o incluso varios órganos de la prensa feminista portuguesa como A Madrugada, de la Liga Republicana Portuguesa Femenina (LRMP), que además de felicitarla, la elogió por su sabiduría y maestría con motivo de su primera sesión judicial.
En 1917 se casó con Vicente Ribeiro Leite de Sousa y Vasconcelos, entonces juez y años después consejero de la Corte Suprema de Justicia. Tuvieron dos hijos, Maria Regina Quintanilha de Sousa y Vasconcelos, pianista y director del Centro di Cultura Musicale en Nápoles, y Vicente Fernando Quintanilha de Sousa y Vasconcelos.
Un año después, en 1918, la ley portuguesa fue modificada durante la presidencia de Sidónio Pais, creando el Decreto No. 4676, que otorgó a las mujeres la facultad de ejercer profesiones en el servicio público. Sin embargo, dejaba claro que los cargos directivos continuarían siendo para los hombres y que el derecho al voto seguiría estando prohibido para las mujeres. Así, Quintanilha, que ya se había convertido en la primera mujer licenciada en Derecho y la primera abogada en ejercer en Portugal, poco después comenzó a ejercer las funciones de fiscal judicial y conservadora del catastro, convirtiéndose una vez más en el primera mujer en realizar estas actividades no solo en el país sino en toda la península ibérica. En el mismo período, Quintanilha comenzó a trabajar como notaria, convirtiéndose en la segunda mujer en ocupar el cargo en Portugal, después de Aurora de Castro Gouveia.
En el ámbito del activismo por los derechos de las mujeres, a finales de la década de 1910, Quintanilha se incorporó al Consejo Nacional de Mujeres Portuguesas (CNMP), entonces presidido por la doctora Adelaide Cabete. Fue socia y también Presidenta de la Asamblea General (1917 - 1919), Presidenta de la Sección de Emigración, Secretaria de Relaciones Exteriores y Presidenta de la Sección de Legislación. En 1924 presentó su tesis "Reclamaciones políticas de las mujeres portuguesas" durante el I Congreso Feminista y de Educación en Lisboa. Escribió varios artículos en el boletín oficial de la CNMP, como "As Leis e A Mulher", donde criticaba la mentalidad conservadora y las leyes que no se adaptaban a la época en que vivían, restringiendo así la capacidad jurídica que otorgada a la mujer.
Años más tarde, por invitación del ministro de Justicia João Catanho de Meneses, Quintanilha partió hacia Brasil, donde se unió a la delegación diplomática portuguesa que tenía como objetivo colaborar en la elaboración de nuevas reformas a la Ley brasileña. Permaneció cinco años en ese país y abrió un despacho en Río de Janeiro. Después viajó a Nueva York, Estados Unidos, donde también tuvo un bufete de abogados.
Años más tarde, durante el Estado Nuevo, regresó a Lisboa, donde se incorporó a la organización Obra das Mães pela Educação Nacional (OMEN). Se instaló con su familia en una casa diseñada por el arquitecto Raúl Rodrigues Lima, que fue premiada en 1943 con el Premio Valmor. Trabajó como abogada para varias empresas francesas en territorio portugués, cesando su actividad en 1957, cuando suspendió su membresía en el Ilustre Colegio de Abogados de Portugal.
Murió el 19 de marzo de 1967, a los 73 años, en Lisboa, en su casa ubicada en Rua Castilho, n.º 35.

## Homenajes y legado
- Aún con vida, en 1941, con motivo de la celebración del 25 aniversario de su carrera profesional, una comisión compuesta por 67 mujeres portuguesas, coordinada por la activista del Consejo Nacional de Mujeres Portuguesas y periodista Judite Maggiolly, esposa del reportero gráfico Vasco Serra Ribeiro, realizó un acto en honor a Quintanilha, en la Sociedad Nacional de Bellas Artes, con la preparación de un libro con textos dedicados por decenas de personalidades de los más diversos ámbitos de la sociedad portuguesa en ese momento, entre ellos el presidente de la República, el general António Óscar de Fragoso Carmona.[21]
- En 1992, la obra "Libro de oro" de  Quintanilha fue donada al Colegio de Abogados por sus descendientes. La obra se exhibe como parte de la Biblioteca del Colegio de Abogados de Portugal.[22]
- En 2017, con motivo del Día Internacional de la Mujer, la Sala del Consejo General del Ilustre Colegio de Abogados de Portugal pasó a denominarse con su nombre.[23]
- Su nombre se atribuyó a la toponimia de calles en algunos municipios portugueses, como Tavira y Montijo.